# Цис-положение (генетика)
Цис-положе́ние, или Цис-конфигурация (лат. cis- — по эту сторону) — в генетике расположение тесно сцепленных рецессивных аллелей двух или нескольких локусов в одной из гомологичных хромосом, а доминантных — в другой гомологичной хромосоме этой пары.
Это понятие было введено в 1941 г. Джоном Бёрдоном Сандерсоном Холдейном.